# مایکل کانینگهام
مایکل کانینگهام (به انگلیسی: Michael Cunningham) نویسنده آمریکایی که اشتهارش بیشتر به خاطر رمان ساعت‌ها است که در سال ۱۹۹۹ دو جایزه پولیتزر و جایزه پن/فاکنر را برد.

## زندگی
مایکل کانینگهام در شهر سینسیناتی از ایالت اوهایو در ایالات متحده آمریکا به دنیا آمد و در پاسادنا از ایالت کالیفرنیا بزرگ شد. در دانشگاه ایوا فوق لیسانس هنرهای زیبا گرفت. در همان دوران داستان‌های کوتاهش در ماهنامه آتلانتیک و پاریس ریویو منتشر شد. داستانش «فرشته سفید» از رمان او «خانه‌ای در انتهای جهان» در سال ۱۹۸۹ در مجموعهٔ «بهترین داستان‌های کوتاه آمریکایی» منتشر شد.
در سال ۱۹۹۵، کانینگهام جایزه نویسندگان موخاکستری را برد. او در دانشگاه هنرهای زیبای پروینستاون و نویسندگی خلاق تدریس می‌کند. او همجنس‌گرا است.
در سال ۲۰۰۲، فیلمی با بازی نیکول کیدمن، مریل استریپ و جولین مور از روی رمان ساعت‌ها ساخته شد.

## کتابشناسی

### رمان‌ها
- کشورهای زرین ۱۹۸۴
- خانه‌ای در انتهای جهان ۱۹۹۰
- گوشت و خون ۱۹۹۵
- ساعت‌ها ۱۹۹۸ (با همین نام و با ترجمه مهدی غبرایی از سوی انتشارات کاروان منتشر شده‌است)
- روزهای نمونه ۲۰۰۵

### غیرداستانی
- پایان سرزمین ۲۰۰۲

### فیلمنامه
- خانه‌ای در انتهای جهان ۲۰۰۷

## جوایز
- جایزه پولیتزر در بخش داستان ۱۹۹۹ برای رمان ساعت‌ها
- جایزه پن فاکنر در بخش داستان ۱۹۹۹ برای رمان ساعت‌ها
- جایزه استونوال برای نویسندگان همجنس‌گرا ۱۹۹۹ برای رمان ساعت‌ها